# Sonic Rivals
Sonic Rivals är ett Sonic-spel till Playstation Portable. Spelet är i 2D-perspektiv men alla figurmodeller och banor är i 3D. Spelet går ut på att komma före motståndaren i mål.
I spelet finns karaktärerna Sonic, Knuckles, Shadow och den helt nya figuren Silver the Hedgehog från spelet Sonic the Hedgehog till Playstation 3 och Xbox 360.